# Розсвіт (Буздяцький район)
Розсві́т (рос. Рассвет, башк. Рассвет) — село ( в минулому селище) у складі Буздяцького району Башкортостану, Росія. Входить до складу Гафурійської сільської ради.
Населення — 265 осіб (2010; 311 у 2002).
Національний склад:
- башкири — 48 %
- росіяни — 30 %

Стара назва — селище Політотділовського Отділення Буздякського совхоза, в радянські часи — Отділення Політотділовське совхоза Буздякський.